# Supetar
 Ovo je glavno značenje pojma Supetar. Za druga značenja pogledajte Supetar (razdvojba).
Supetar je grad u Hrvatskoj, najveće naselje na otoku Braču te gospodarsko, kulturno i turističko središte otoka u kojem živi petina Bračana.

## Gradska naselja
Području grada pripadaju 4 naselja (stanje 2006.), to su: Mirca, Splitska, Supetar i Škrip.

## Zemljopisni položaj
Supetar je smješten na sjevernoj strani Brača, nasuprot Splitu. Površina mu je oko 30 km².

## Povijest
Naselje se pod imenom Supetar prvi put spominje 1423. godine, a ime je dobilo po Svetom Petru.
Godine 1614. naselje ima 160 duša od pričesti, 1637. oko 200, 1668. 230, a 1697. oko 300 stanovnika. U 18. stoljeću stanovništvo naglo raste. Supetar 1705. ima 324 stanovnika, 1712. 333, 1738. oko 535, 1760. 850, a 1764. već 903 stanovnika. Zbog nagloga porasta pučanstva Supetar gubi odlike ruralnoga naselja i poprima sliku smišljene gradnje u kojoj se uz obalu podižu barokne zgrade i time stvaraju svi preduvjeti da u 19. stoljeću postane otočno upravno središte. Tome je pridonijela i gradnja crkvi. Prvotna župna crkva posvećena patronu svetom Petru sagrađena je 1604. godine. Uništio ju je požar 1729., pa su ju pučani nakanili obnoviti jer je plemstvo imalo svoju posebnu crkvicu posvećenu svetom Martinu. U tu svrhu skupili su se glavari obitelji i taksirali svakoga pojedinog za gradnju nove župne crkve. Sagrađena je 1733. godine. Obnovljena je u baroknom stilu, a od stare su sačuvana tri portala profilirana vijencem i ukrašena baroknim kipovima Boga Oca i alegoričnim ženskim likovima duge kovrčave kose sa štitovima u ruci. Novosagrađenu crkvu posvetio je hvarski biskup Bonajuti 1738., ali je zbog daljnjega porasta stanovništva i ta postala premalena pa su ju Supetrani obnovili i proširili čime je dobila današnji izgled. Dovršena je 1887., a hvarski biskup Carev posvetio ju je devet godina kasnije.
Privatna osnovna škola za mušku djecu u Supetru otpočela je s radom 1823. godine, a vodio ju je mjesni župnik do 1869. kada je osnovana državna muška i ženska škola. Nastava na hrvatskom jeziku u objema školama uvedena je 1871. godine. Supetar je 1873. godine imao općinskoga liječnika, ljekarnika i tri primalje.

## Administracija i politika
Gradsko vijeće ima 13 članova.

## Ekonomija
Gospodarstvo grada većinom se zasniva na turizmu. Supetar ima veliki broj hotelskih i apartmanskih ležaja.

## Demografija

### Popis 2011.
Supetar ima 4074 stanovnika, prema popisu iz 2011. godine. Većina stanovništva su Hrvati 96,15 %, a po vjerskom opredjeljenju većinu čine katolici 87,92 %.

### Popis 1991.
| broj stanovnika | 2571  | 2833  | 2951  | 3057  | 3239  | 3062  | 2637  | 2623  | 2425  | 2507  | 2486  | 2389  | 2815  | 3324  | 3889  | 4074  | 4325  |
|                 | 1857. | 1869. | 1880. | 1890. | 1900. | 1910. | 1921. | 1931. | 1948. | 1953. | 1961. | 1971. | 1981. | 1991. | 2001. | 2011. | 2021. |

| broj stanovnika | 1656  | 1701  | 1774  | 1795  | 1829  | 1757  | 2637  | 1440  | 1303  | 1384  | 1422  | 1486  | 2060  | 2568  | 3016  | 3213  | 3415  |
|                 | 1857. | 1869. | 1880. | 1890. | 1900. | 1910. | 1921. | 1931. | 1948. | 1953. | 1961. | 1971. | 1981. | 1991. | 2001. | 2011. | 2021. |

## Znamenitosti
Sadašnja župna crkva Marijina Navještenja iz 18. stoljeća izgrađena je na temeljima ranokršćanske bazilike sv. Petra, o čemu svjedoči i mozaik otkriven 1975. godine. Neposredno do crkve ranokršćanski su mozaici iz 6. stoljeća te Leroj (zvonik sa satom) i crkveni muzej. Na ulazu u muzej nalazi se skulptura Svetog Viktora, djelo kipara Petra Jakšića, koji je autor i skulpture Majke Terezije na samom ulazu u crkveno dvorište. Oltarna pala Bogorodica sa svecima djelo je slikara amatera Feliksa Tironija (1722. – 1808.), a orgulje je još 1737. izradio Petar Nakić. Na Supetarskom groblju nalaze se nadgrobni spomenici koje je izradio kipar Ivan Rendić, te glasoviti mauzolej obitelji Petrinović, najznačajnije djelo Tome Rosandića.
U blizini se grada nalazi špilja Kopačina, koja datira iz razdoblja neolitika.

### Zaštićena kulturna dobra
Sakralni objekti
- Crkva sv. Luke
- Crkva sv. Roka
- Crkva sv. Martina
- Crkva Navještenja Marijina
- Mauzolej obitelji Petrinović
- Supetarsko groblje s crkvom sv. Nikole i arheološko nalazište na poluotoku sv. Nikole

Ostalo
- Kulturno-povijesna cjelina grada Supetra
- Kuća Dujmović
- Kuća s reljefom glave čovjeka
- Kuća Vitaić
- Zgrada na adresi Get 1
- Zgrada osnovne škole
- Kuća časnih sestara
- Kuća Fadić
- Kula sat - Leroj
- Sklop kuća Rendić
- Zgrada Lučke ispostave

## Prometna povezanost
Supetar je sa Splitom povezan direktnom trajektnom linijom. Trajekti iz Splita i Supetra polaze po 10-12 puta dnevno, a ljeti i mnogo češće. Plovidba između Splita i Supetra traje oko 50 minuta.

## Kultura
- Klape u Supetru, klapski susret

## Sport
- Vaterpolski klub "Supetar"
- Nogometni klub "Jadran"
- Klub za športski i podvodni ribolov "Arbun"
- Boćarski klub "Supetar"
- Karate klub "Brač"
- Jedriličarski klub"Supetar"
- Košarkaški klub Brač

## Obrazovanje
- Osnovna škola Supetar
- Srednja škola "Brač"

## Mediji
- Radio Brač - privatna radio postaja sa sjedištem u Supetru, koja emitira svoj program od 1987. godine, kada je osnovana kao prva radio postaja u SFRJ izvan sustava tadašnje Jugoslavenske radiotelevizije

## Poznate osobe
- Ivan Rendić (1849. – 1932.), kipar rođen u Imotskom, koji je posljednjih 11 godina života živio u Supetru
- Gajo Bulat (1836. – 1900.), odvjetnik, općinski načelnik u Splitu, zastupnik u Dalmatinskom saboru i bečkom Carevinskom vijeću
- Branimir Dorotić, hrvatski likovni umjetnik i književnik
- Jerko Matulić, rukometni reprezentativac
- Cvijeta Job, hrvatska ilustratorica

## Vanjske poveznice
- Službena stranica
- TZ Supetra